# 風月夢
《風月夢》，又名《名妓爭風全傳》、《揚州風月記》、《風月記》，清朝狹邪小說，共32回，原題「邗上蒙人」撰。
《風月夢》成書於道光年間，約與《品花寶鑑》同時。係寫青樓題材，有五個文人主角，各自愛上娼妓。但書中极言青楼妓馆的冶游生活之坏人心术，破人婚姻，切不可輕易沾染。目前有光緒九年（1883）上海申報館仿聚珍版本、光緒十年（1884）上海江左書林校刊本、光緒十二年（1886）聚盛堂刊本。